# Polarímetro

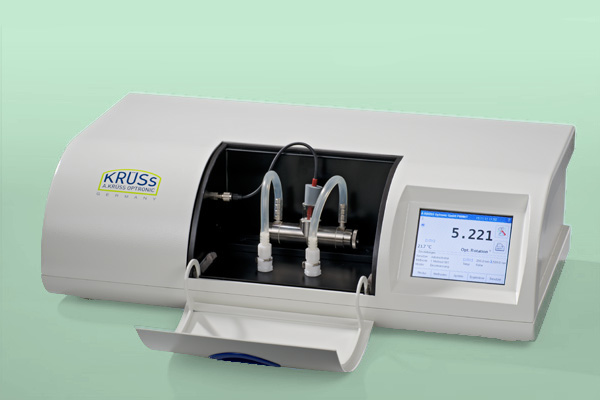
El polarímetro más rápido del mundo P8000 tiene un tiempo de medición de un segundo.

El polarímetro es un instrumento mediante el cual podemos determinar el valor de la desviación de la luz polarizada por un estereoisómero ópticamente activo (enantiómero) (ver isomería y estereoisomería). A partir de un rayo de luz, a través de un filtro polarizador obtenemos un rayo de luz polarizada plana, que al pasar por un portamuestras que contiene un enantiómero en disolución, se desvía. Según la orientación relativa entre los ejes de los dos filtros polarizantes, la luz polarizada pasará por el segundo filtro o  no..

## La luz polarizada
Al contrario de lo que ocurre con algunos animales como perros, gatos, peces, etc., el ojo humano no puede distinguir entre la luz polarizada y la no polarizada, por lo que el estudio de esta importante propiedad de la luz no se ha producido hasta fechas más o menos recientes. La luz polarizada puede ser definida como un conjunto de ondas luminosas que vibran todas ellas en un solo plano, mientras que en la luz no polarizada el plano de vibración varía rápidamente, a razón de cien millones de veces por segundo. Se puede visualizar fácilmente el fenómeno con un símil mecánico como, por ejemplo, una cuerda que se hace serpentear formando ondas entre sus dos extremos. Si no existe ningún impedimento —"si no está polarizada", se diría en el caso de la luz— la cuerda puede moverse en cualquier plano, es decir, puede adoptar una vibración perpendicular, paralela u oblicua al suelo, cambiando fácilmente de una situación a otra con un pequeño movimiento de los extremos de la cuerda. Si, por el contrario, la cuerda se mueve entre dos planchas metálicas perpendiculares al suelo y muy próximas, es evidente que sólo podrá vibrar en el plano perpendicular al suelo. En este caso, que corresponde a la luz polarizada, si se colocan dos nuevas planchas metálicas muy próximas pero paralelas al suelo, la vibración de la cuerda se hace imposible. Sólo podrá vibrar si las nuevas planchas se encuentran en la misma posición que las primeras, lo que en el caso de la figura supone que las dos planchas sean situadas en posición perpendicular al suelo. En el caso de la luz, los prismas polarizadores juegan el mismo papel que las planchas metálicas, es decir, cuando un rayo luminoso sólo puede ser observado a través de estos prismas si se encuentran en una posición adecuada uno respecto a otro.

## Primeros estudios
Si bien el fenómeno aparece ya descrito en trabajos de Christian Huygens sólo fue estudiado a fondo en el siglo XIX, gracias a las investigaciones de autores como el francés Jean Baptiste Biot (1774-1862) o el alemán Thomas Johann Seebeck (1770-1831). Estos analizaron no solo los ya conocidos efectos producidos por sólidos cristalinos como el espato de Islandia, sino también el comportamiento de disoluciones de ciertas sustancias de origen vegetal y animal. Para confirmar sus experiencias, Biot encargó al constructor de instrumentos Nicolas Fortin (1750-1831) un sencillo aparato que consistía en un prisma analizador y un tubo cilíndrico para introducir la muestra analizada, a través del que pasaba la luz polarizada. De este modo, Biot pudo comprobar que ciertas sustancias de origen natural como “el aceite esencial del laurel” hacían “girar la luz de derecha a izquierda, al igual que la trementina” mientras que, por el contrario, “el aceite esencial del limón y la disolución de alcanfor en alcohol” lo hacían “de izquierda a derecha”. Más adelante, las primeras sustancias fueron denominadas “levógiras” y las segundas “dextrógiras”. También comprobó Biot que la desviación era mayor a medida que aumentaba el grosor de la capa de líquido atravesada y, más adelante, diseñó un polarímetro semejante al que aparece en la figura adjunta, con el que realizó numerosas investigaciones sobre un gran número de sustancias.

## Los primeros polarímetros
En 1828, el fabricante de instrumentos escocés William Nicol (1768-1851) ideó los prismas que acabaron siendo conocidos con su nombre, que se convirtieron, más adelante, en una pieza clave de los polarímetros. Se trataba de dos porciones de espato de Islandia, una variedad incolora de la calcita, unidas por una de sus caras. Un Prisma de Nicol  permite polarizar la luz en un determinado plano, de modo que, al pasar por un nuevo prisma de nícol, sólo se observa la intensidad luminosa inicial si este último se encuentra en la misma posición que el primero. Si entre los dos prismas se coloca una sustancia ópticamente activa, el plano de la luz polarizada girará al pasar a través de esta sustancia y, por lo tanto,  el segundo prisma deberá ser colocado en una posición ligeramente diferente al primero para observar luz. La diferencia entre la posición del primero y la del segundo indica el poder rotatorio de la muestra analizada y a partir de este valor se pueden calcular diversas características de la sustancia.

## Sacarímetros
Los polarímetros fueron introducidos en la industria y los laboratorios de la segunda mitad del siglo XIX con el objetivo de realizar determinaciones cuantitativas de la concentración química de ciertas sustancias. Quizás la sustancia que jugó un mayor papel en estas investigaciones fue el azúcar, cuyo interés comercial se acrecentó a lo largo del siglo XIX hasta transformarse en un producto de gran importancia económica. Bajo este impulso, se desarrollaron aparatos especialmente adaptados para este objetivo que se denominaron “sacarímetros”. Estos aparatos fueron también empleados en medicina para la determinación del contenido de azúcar de la orina de los diabéticos, unas investigaciones en las que también Biot fue pionero en los años cuarenta del siglo XIX. También fueron empleados para investigaciones mucho más teóricas encaminadas a dilucidar, por ejemplo, las características del equilibrio químico o la velocidad de las reacciones químicas. 
El principio de funcionamiento de estos sacarímetros es bastante simple. Disponen de un sistema destinado a la medición de la variación del plano de polarización de la luz. Dado que esta variación se puede relacionar fácilmente con la concentración de la sustancia, el aparato puede calibrarse y emplearse para determinar la cantidad de un determinado producto en una muestra de composición desconocida. 